# Травянистая лягушка
Травянистая лягушка (Odorrana livida) — вид земноводных из семейства настоящих лягушек. Эндемик Юго-Восточной Азии: Мьянма (Бирма, Dawna Range, около границы с Таиландом). Встречаются в мелких водоёмах, ручьях в тропических лесах на высотах от 400 до 500 м в горах Dawna Mountains. Вид O. livida был впервые описан в 1856 году английским зоологом Эдвардом Блитом (Edward Blyth; 1810—1873) под первоначальным названием Polypedates lividus Blyth, 1856.